# Julie von Hausmann

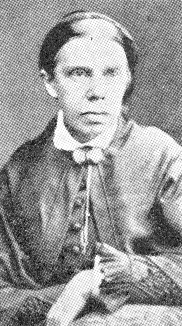
Julie von Hausmann

Julie Katharina von Hausmann (Mitau, 7 de março de 1826 - Vosu, 15 de agosto de 1901) foi uma poetisa do Báltico que, após ter seu poema "Assim toma as minha mãos" musicado e adaptado, tornou-se famosa.

## Vida
Julie era a quinta entre seis filhas de um professor de ginásio, o qual passos os últimos anos de sua vida cego, sendo cuidado por Julie;
Tímida, de saúde precária, mas muito inteligente, Julie era  professora particular em alguns lares, por pequenos períodos de tempo. Quando o pai perdeu a vista, ela voltou ao lar, cuidando dele até a sua morte . Depois, Julie viveu com diferentes membros da família na Alemanha, França, Suíça e Estônia, onde faleceu em 1901.
Inobstante sua saúde, Julie tinha uma fé robusta e excelente dom literário. Publicou um livro devocional chamado Hausbrot (Pão Doméstico) e uma série de três livros de poesias intitulados Mailblumen, Lieder Einer Stillen im Lande (Flores de Maio, Hinos para as Horas Silenciosas na Terra) Hora com Deus.
Em 1874, a poetisa cega, Fanny Jane Crosby, encontrando o poema So Nimm Denn Meine Hande (Assim toma as minha mãos) adaptou- e traduziu-o para o inglês, o qual uma vez musicado, tornou-se mundialmente conhecido.

## Obra
- Mayflowers. Canções de uma maioria silenciosa, 2 volumes, 1862
- Imagens da vida da noite à luz do Evangelho, 1868
- Pão Caseiro. Simples devoções para a manhã e à noite', 1899
- Flores do Jardim de Deus. Canções e Poemas, 1902 (coleção póstuma)

Excerto de "Assim toma as minha mãos":
Com tua mão segura bem a minha,

Pois eu tão frágil sou, ó Salvador,

Que não me atrevo a dar jamais um passo,

Sem Teu amparo, Cristo, meu Senhor!